# Comuna Delacău, Stînga Nistrului
Comuna Delacău este o comună din Unitățile Administrativ-Teritoriale din Stînga Nistrului, Republica Moldova. Este formată din satele Delacău (sat-reședință) și Crasnaia Gorca.